# Luis Mina
Luis Mina (n. La Maná, Cotopaxi, Ecuador; 2 de noviembre de 1989) es un futbolista ecuatoriano. Juega de delantero y su equipo actual es el Magaly Masson de la Segunda Categoría de Ecuador.

## Trayectoria
Se inició en el chimborazo luego pasó por equipos como Espol, CD Everest, Municipal Cañar y  Huaquillas FC.
A principios del 2012 pasó al CSCD Grecia equipo en el cual jugaba la Serie B de Ecuador jugó dos años donde tuvo participaciones buenas pero su equipo descendió en el 2013 situación que lo llevó a dejar este club.

### Manta FC
En el 2014 fue anunciado como nuevo jugador del Manta FC con la llegada de Juan Manuel Llop "El chocho Llop" pudo debutar en primera en partido válido por la fecha 12 de la primera etapa contra la Liga de Loja donde su equipo pudo ganar por el marcador de 4 a 2,en las siguientes fechas pudo ser titular para poder marcar su primer gol con su equipo en la fecha 16 donde su equipo perdió 2 a 1 contra la Universidad Católica.

### Sandino FC
El 2016 pasa a Sandino FC de la Asociación de Fútbol Amateur de Pichicha

### Rocafuerte
Para el 2017 pasa a Rocafuerte FC que es la filial del Club Sport Emelec en la Segunda Categoría de Ecuador Mina es el jugador con más edad en este equipo ya que todos los jugadores de Rocafuerte FC son los juveniles del Club Sport Emelec

### Vuelve al Gracias de Chone
Vuelve por 2 temporadas dónde juega 17 partidos y marca 9 goles en seguida categoría 

### Colorados SC
Firma por el Colorados de la Segunda Categoría de Santo Domingo de los Tsáchilas 2021
Dónde juega 11 partidos y marca 3 goles teniendo buenas actuaciones, aun así no clasifican al zonal

### Magaly Masson
Ficha por el equipo Manabita de la Segunda Categoría de Manabi donde juega el campeonato principal marcando 7 goles en 8 partidos

## Clubes
| Club                  | País    | Año          |
| --------------------- | ------- | ------------ |
| CD Everest            | Ecuador | 2010         |
| Municipal Cañar       | Ecuador | 2010         |
| Huaquillas FC         | Ecuador | 2012         |
| CSCD Grecia           | Ecuador | 2012- 2014   |
| Manta Fútbol Club     | Ecuador | 2014- 2015   |
| Sandino FC            | Ecuador | 2015- 2016   |
| Rocafuerte FC         | Ecuador | 2017 - 2018  |
| Club Deportivo Grecia | Ecuador | 2018 - 2019  |
| Concordia SC          | Ecuador | 2021 - 2022  |
| Magaly Masson         | Ecuador | 2023 - "act" |